# Serguéi Dmítrievich Boitsov
Serguéi Boitsov (del ruso: Сергей Бойцов; 15 de agosto de 1994, Klin, Óblast de Moscú, Rusia) es un deportista extremo ruso, dos veces plusmarquista del Libro ruso de los récords, paracaidista y base de puente.
En 2023 fue el primero se lanzó en paracaídas desde el rascacielos más alto de Europa, el Lakhta Center.
Es miembro de United States Parachute Association. Posee la licencia de paracaidismo de categoría D de la USPA. Se lanza en paracaídas desde acantilados, puentes, casas y realiza acrobacias desde aviones, helicópteros y globos.

## Biografía
Nació el 15 de agosto de 1994 en la ciudad de Klin, Óblast de Moscú. Pasó su infancia en el pueblo de Maidánovo. Fue criado por su abuela Victoria Vasílievna Boitsova, porque su padre había abandonado la familia y su madre tenía que trabajar mucho.

## Negocio del modelaje
Desde 2011 Serguéi Boitsov trabaja con la agencia de modelos UAMODEL. El deportista participa en sesiones fotográficas de publicaciones mundiales y aparece en las portadas de famosas revistas y también además de convertirse en el rostro del libro de David Vance «5 Russian Boys».
| Año  | Fotógrafo           | Portada de revista |
| ---- | ------------------- | ------------------ |
| 2015 | Serguéi Kalabushkin | Uamodel            |
| 2016 | Luis Rafael         | 2Bexposed          |
| 2016 | David Vance         | Wiremag            |
| 2016 | David Vance         | Adon               |
| 2017 | Serguéi Kalabushkin | Bloggmagazine      |
| 2018 | David Vance         | 2Bexposed          |
| 2018 | Jorge Freire        | Wiremag            |
| 2019 | Jorge Freire        | DNA Magazine       |
| 2024 | Serguéi Shchelukhin | Hello!             |

## Rodaje
Serguéi filmado en la película de comedia «Мифы» (2017), así como en el programa «Путь Бойца» y el programa «Наше всё» en el Canal Uno.

## Carrera deportiva
Desde muy pequeño Boitsov empezó a mostrar interés por el deporte. Jugaba al  tenis de mesa, fue portero y delantero (marcó 13 goles en 8 partidos) en el equipo de fútbol de la liga de aficionados de Klin (y sigue jugando al fútbol en la liga Mediana de fútbol) y también asistió a la sección de damas y ajedrez. Participó en workout (англ.) sobre torniquetes y otros ejercicios gimnásticos.
En 2011, con 17 años, Serguéi decidió competir en competiciones de culturismo entre chicos jóvenes. Fue entrenado por Dmitri Yashankin, campeón del Arnold Classic USA 2012. En seis meses Serguéi consiguió ponerse en forma, lo que le permitió estar entre los tres mejores deportistas de Rusia en la categoría «Chicos»: Copa Abierta del Óblast de Moscú, Campeonato Abierto, Copa de Rusia en Stavropol y recibió en 2012 el título de Maestro de Deportes en culturismo.
Serguéi no solo mejora en los deportes extremos, sino que también inspira a otros con su ejemplo: es un popular autor de un blog en Instagram (3,8 millones de seguidores), publicaciones sobre la popularización del estilo de vida deportivo en los medios de comunicación (ver entrevista) y crea contenidos de vídeo únicos. Sus vídeos alcanzan varios millones de visitas en pocos días.

## Salto desde el Lakhta Center
El 12 de junio de 2023 tuvo lugar el salto de longitud desde la torre del Lakhta Centre en honor del Día de Rusia; la víspera Serguéi Boitsov había realizado varios saltos desde puentes y acantilados y un salto de prueba desde la misma torre. La altura de salida fue de 371 metros, con el trampolín saliendo desde el piso 87. La retransmisión en directo fue realizada por Match TV, NTV y otros medios.

## Récords y logros
- Realizó más de mil saltos en solitario,[3] de los cuales 820 se habían completado en julio de 2023.[26]
- Es uno de los primeros del mundo en bucear con tiburones tigre sin escafandra hasta profundidades de 10-15 metros.[3][28]
- El primero del mundo en hacer un ángulo de prensa vertical mientras se sujeta al costado de un avión, a 250 km/hora (2021).[29]
- El primero del mundo en saltar en paracaídas en un sillón de masaje Yamaguchi desde un globo suspendido a una altitud mínima de 2.250 metros (2022).[30] El récord fue inscrito en el Libro ruso de los récords.
- El primero salto prolongado del mundo desde el piso 87 del rascacielos más alto de Europa, el Lakhta Center (2023).[3][4][31]
- El salto desde una altura de 4.000 metros en el centro de Dubái[32] para celebrar el tercer aniversario del centro de producción «Инсайт Люди» (англ. insight people), perteneciente a «Газпром-медиа».[32][33]
- El salto desde una altura de 2.400 metros y el aterrizaje en una plataforma de 1,5 metros de ancho, sobre el techo del YAPPY Truck, un contenedor de transporte de 3 metros de altura. Para el salto se utilizó el sistema de paracaídas «Фокус».[1]

## Premios y títulos
- FBMO Subcampeón del Óblast de Moscú en la nominación de físico masculino («Hombres, culturismo estético»), categoría +178 cm (2014).[34]
- El título de «Hombre de los sueños», revista «СтарХит» (2014).[5]
- 12º puesto en el torneo Amateur Olympia Moscow, en la categoría Men's physique, categoría hasta 184 cm (2015).[35]
- La medalla de oro en el campeonato del Óblast de Moscú en la categoría Men's physique (2015).[36]
- El ganador absoluto del campeonato de Moscú en la categoría Men's Physique (2015).[3][5]
- Fue incluido entre las 100 personas con más estilo de Rusia por BLOGMAGAZINE (2017).[5]

## Familia
Estuvo casado con Viktoria Demídova, en 2019 la pareja tuvo el hijo Christian.

## Entrevista
- «Фитнес-звезда Сергей Бойцов о том, как быть лучшим в своём деле» [La estrella del fitness Serguéi Boitsov habla de cómo ser el mejor en lo que uno hace]. https://www.thevoicemag.ru (en ruso). THE VOICEMAG. (4 de agosto de 2020). Consultado el 5 de enero de 2025.
- «Сергей Бойцов прыгнул с парашютом с 369-метровой высоты башни «Лахта Центр» и стал двукратным рекордсменом книги рекордов России» [Serguéi Boitsov se lanzó en paracaídas desde la torre del Lakhta Center, de 369 metros de altura, y se convirtió en dos veces plusmarquista del Libro ruso de los récords]. https://www.ok-magazine.ru (en ruso). OK!. (12 de junio de 2023). Consultado el 5 de enero de 2025.